# Йыгева, Маре
Ма́ре Йы́гева (в замужестве с 1974 года– Пы́дер) (эст. Mare Jõgeva; 24 августа 1939, волость Ряпина, Пылвамаа, Эстония) – эстонская и советская певица

 (сопрано ), театральная актриса

, музыкальный педагог. Заслуженная артистка Эстонской ССР (1978).

## Биография
В 1965 году окончила в Тарту музыкальную школу по классу вокала. В  1970 году – Таллинскую государственную консерваторию под руководством Линды Саул . Во время учёбы в консерватории пела в хоре Эстонского телевидения и радио. 
В 1971–2004 годах была солисткой Эстонского Национального театра, в 1996–2004 годах также руководителем хора театра. 
Сыграла в фильме-концерте «Оперный бал» (1974).
Кроме того, в течение 18 лет работала учителем в Таллинской музыкальной школе имени Георга Отса.
Член Эстонского театрального Союза с 1975 года. 

## Избранные партии
- Аида («Аида» Верди ) (1971)
- Саломея ( «Саломея» Штрауса) (1973)
- Леонора («Трубадур» Верди) (1974)
- Анна («Дон Жуан» Моцарта ) (1975)
- Мими («Богема» Пуччини) (1977)
- Катерина Измайлова ( «Леди Макбет Мценского уезда» Шостаковича ) (1977)
- Одабелла («Аттила» Верди) (1982)
- Микаэла ( «Кармен» Бизе )
- Сента ( «Летучий голландец» Вагнера)
- Амелия («Бал-маскарад» Верди)
- Татьяна ( «Евгений Онегин» Чайковского)
- Леди Биллоуз ( «Альберт Херринг» Бриттена)
- Анна («Венская кровь» Штрауса)
- Елизавета  («Дон Карлос» Верди ) (1994)
- Ксения («Борис Годунов» Мусоргского)

## Семья
Муж – писатель и главный редактор издательства «Eesti Raamat» Рейн Пыдер. Двое сыновей.